# Мэнди, Анджелика
Андже́лика Джо́йс Мэ́нди (англ. Angelica Joyce Mandy; род. 25 августа 1992, Бат, Сомерсет, Англия) — британская киноактриса. Наиболее известна по роли Габриэль Делакур из фильмов «Гарри Поттер и Кубок огня» (2005) и «Гарри Поттер и Дары Смерти» (2010).

## Биография и карьера
Родилась 25 августа 1992 года в Бате (графство Сомерсет, Англия).
В 2004 году дебютировала в кино, сыграв молодую Беки Шарп в фильме «Ярмарка тщеславия». В 2005 году сыграла в фильме «Гарри Поттер и Кубок огня» роль Габриэль Делакур, младшей сестры Флёр Делакур, в 2010 году снялась в «Гарри Поттер и Дары Смерти».

## Фильмография
| Год  |   | Русское название                    | Оригинальное название                | Роль              |
| ---- | - | ----------------------------------- | ------------------------------------ | ----------------- |
| 2004 | ф | Ярмарка тщеславия                   | Vanity Fair                          | Молодая Беки Шарп |
| 2005 | ф | Гарри Поттер и Кубок огня           | Harry Potter and the Goblet of Fire  | Габриэль Делакур  |
| 2010 | ф | Гарри Поттер и Дары Смерти: часть 2 | Harry Potter and the Deathly Hallows | Габриэль Делакур  |